# ایکس زن برزنجیر
ایکس زن برزنجیر یک ستاره است که در صورت فلکی آندرومدا قرار دارد.